# Glissement de terrain sous-marin

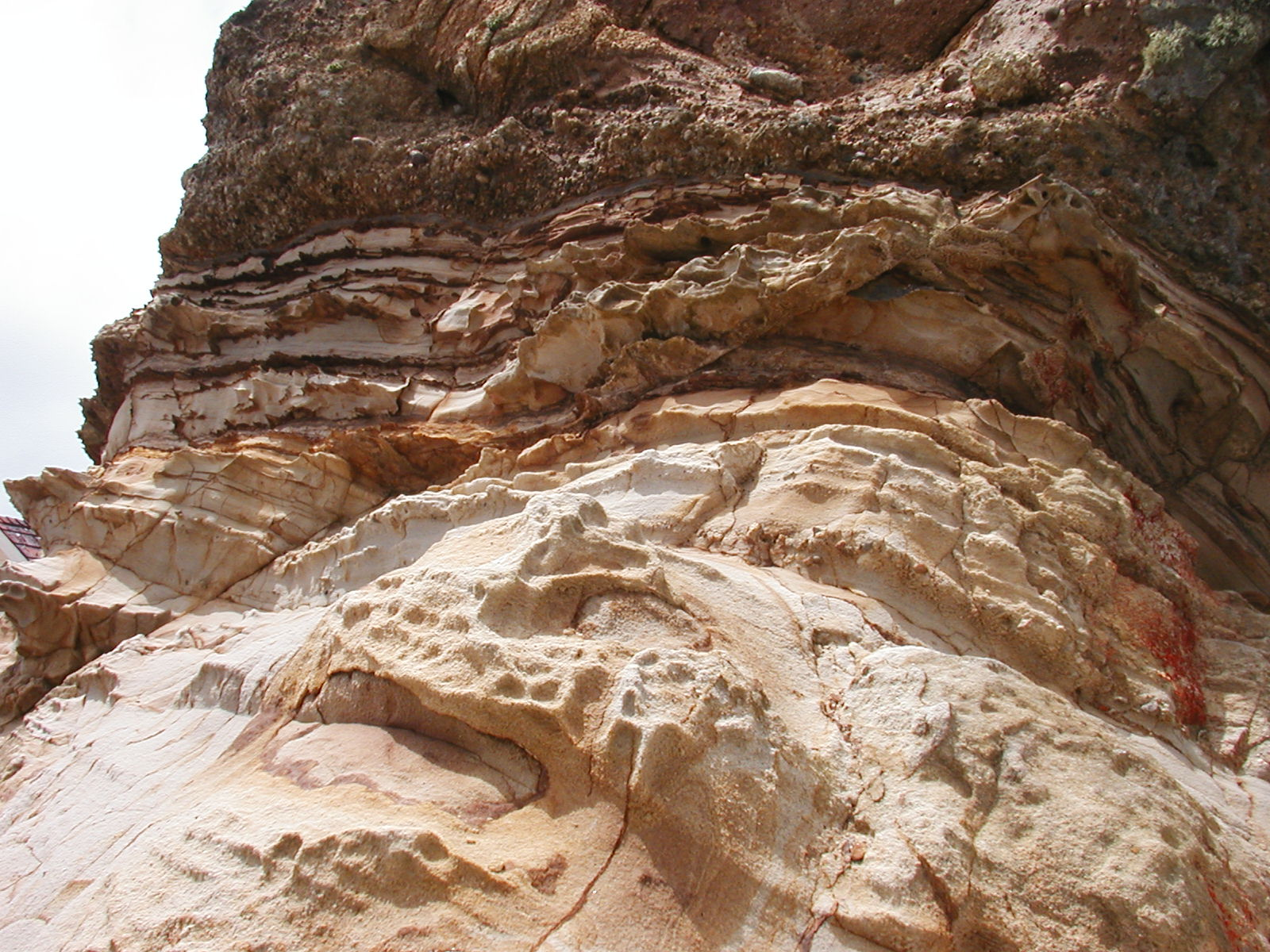
Conglomérat rocheux (Point Reyes, Californie) d’origine sédimentaire (dite « turbidite ») et signant un ancien affaissement sous-marin.

Un glissement de terrain sous-marin ou avalanche sous-marine est un phénomène géologique subaquatique où une masse de sédiments et/ou débris rocheux ou coralliens s’affaisse et glisse le long d’une pente, de manière plus ou moins continue et rapide voire brutale.
Selon son importance, il peut être imperceptible de la surface ou parfois causer des dommages très importants (dans les époques géologiques récentes, le plus grave qui soit connu a été le glissements de terrain de Storegga)
Il peut se produire sur les flancs d’îles volcaniques mais la plupart du temps il s’agit d’un transfert de sédiments marins du plateau continental vers l'océan profond.

## Causes
Il est initié vers le bas quand les contraintes d'entraînement (gravité et d'autres facteurs) dépasse la contrainte de résistance du matériau de la pente sous-marine. Il survient généralement le long d'une ou plusieurs surfaces de rupture plus ou moins planes et peut advenir sur une pente très faible (dès 1°).
Le mouvement gravitaire peut être initié par un phénomène ponctuel (secousse sismique, fonte rapide des glaces, dégazage de bulles de méthane à partir d’hydrates de méthane),,.

## Conséquences
S’ils sont importants et s’ils se produisent subitement, de tels glissements peuvent être à l’origine de tsunamis  pouvant se prolonger sur de longues distances, et créer de véritables canyons sous-marins. Ils peuvent aussi endommager certaines installations (ex : plates-formes pétrolières, câbles sous-marins (ex : séisme de 1929 aux Grands Bancs)).
Si le substrat n’est pas trop vaseux ou fin, après sa mise en mouvement la masse conserve globalement sa consistance et sa physionomie, et des traces géologiques de tels glissements existent. Si le sédiment est fin, le glissement évoque la  coulées de boue est peut-être à l’origine d’un important panache de turbidité.

## État des connaissances
Des progrès récents ont été accomplis dans la compréhension de la nature et des processus de glissements de terrain sous-marins grâce à l'utilisation de la sismologie, du sonar à balayage latéral et d'autres technologies de cartographie des fonds marins ,,.

## Glissements sous-marins préhistoriques
les « archives géologiques » en ont conservé de nombreuses traces, dont 
- le glissements de terrain de Storegga en Norvège il y a environ 8000 ans, qui fut une catastrophe pour les populations humaines côtières de l’époque, avec environ 3 500 km3 de matériaux déplacés
- le glissement d’Agulhas (20 000 km3) en Afrique du Sud après la fin du Pliocene, le plus important jamais décrit à ce jour[7]
- le glissement de Ruatoria dans l’île du nord de la Nouvelle-Zélande, avec environ 3 000 km3 de volume déplacé il y a environ 170 000 ans[8]
- des avalanches de débris rocheux et coralliens catastrophiques surviennent également sur les flancs d’îles volcaniques par exemple à Tahiti [1], à Hawaï et au Cap vert [9]